# 波老道
波老道（英語：Borrett Road）是香港島中半山的一條馬路，位於金鐘對上的山腰，是高尚住宅區。入口在寶雲道及堅尼地道兩處，街尾在波老道21號。毗鄰母親的抉擇、社區藥物教育輔導會等多個慈善服務組織。

## 大廈名稱
- 波老道6號 - 外交部駐港特派員公署大樓
- 8A-9B - 寶德臺
- 10 - 基督教幼稚園 /  香港猶太教國際學校 / 中英劇團(地下)
- 11A - 寶雲閣
- 11B - 寶雲殿
- 12 - 峰景花園
- 13 - Bowen's Lookout
- 20 - 港島學校
- 21 - 波老道21號

## 交通工具
前往波老道只有一種公共交通工具：香港島專線小巴9號線，從中環（交易廣場）總站出發。

## 外部參考
- Google Map: 香港波老道